# Lista de episódios de Keeping Up with the Kardashians

## Resumo da série
| Temporada | Temporada | Episódios | Exibição original      | Exibição original       |
| Temporada | Temporada | Episódios | Início                 | Final                   |
| --------- | --------- | --------- | ---------------------- | ----------------------- |
|           | 1         | 8         | 14 de outubro de 2007  | 2 de dezembro de 2007   |
|           | 2         | 11        | 9 de abril de 2008     | 26 de maio de 2008      |
|           | 3         | 12        | 8 de março de 2009     | 26 de maio de 2009      |
|           | 4         | 11        | 8 de novembro de 2009  | 21 de fevereiro de 2010 |
|           | 5         | 12        | 22 de agosto de 2010   | 24 de dezembro de 2010  |
|           | 6         | 16        | 12 de junho de 2011    | 19 de dezembro de 2011  |
|           | 7         | 19        | 20 de maio de 2012     | 28 de outubro de 2012   |
|           | 8         | 21        | 2 de junho de 2013     | 29 de setembro de 2013  |
|           | 9         | 20        | 19 de janeiro de 2014  | 1° de setembro de 2014  |
|           | 10        | 17        | 15 de março de 2015    | 11 de outubro de 2015   |
|           | 11        | 13        | 15 de novembro de 2015 | 21 de fevereiro de 2016 |
|           | 12        | 21        | 1 de Maio de 2016      | 20 de Novembro de 2016  |
|           | 13        | 12        | 12 de Março de 2017    | 11 de Junho de 2017     |
|           | 14        | 19        | 1 de Outubro de 2017   | 4 de Maio de 2018       |

## Lista de episódios

### Temporada 1: 2007
| Episódio | Título                                                      | Exibição Original      |
| --- | ----------------------------------------------------------- | ---------------------- |
| 1–01 | "Estou de Olho em Você" "I'm Watching You"                  | 14 de outubro de 2007  |
| Bruce e Kris Jenner comemoram seu aniversário de casamento. Kim Kardashian compra uma barra de pole dance de presente para Kris. Kim aparece no programa de televisão de Tyra Banks. Kourtney lida com um drama no relacionamento. |                                                             |                        |
| 1–02 | "Mamãe Empresária" "Managing Mom"                           | 21 de outubro de 2007  |
| Kim "demite" a mãe, Kris, como sua empresária depois do uso de fotos picantes que ela não queria que fossem divulgadas. Enquanto isso, Kris contrata uma babá para suas filhas mais novas, e as coisas não saem como ela imaginava. Kim aceita sua mãe de volta após ela se desculpar pelo erro. |                                                             |                        |
| 1–03 | "Brody Está em Casa" "Brody in the House"                   | 28 de outubro de 2007  |
| Kourtney, Khloé e Kim vão para o México para uma sessão de fotos para a Girls Gone Wild sem contar a Bruce, com medo de que ele desaprove. Quando ele descobre, deixa seu filho, Brody Jenner para cuidar de Kylie Jenner e Kendall Jenner, enquanto ele vai para o México confronta-lás, criando ainda mais caos. |                                                             |                        |
| 1–04 | "Terno de Aniversário" "Birthday Suit"                      | 4 de novembro de 2007  |
| A revista Playboy entra em contato com Kris, convidando Kim para posar na capa de edição de dezembro de 2007. Kim a princípio hesita, mas Kris acaba convencendo a filha. Kim acha que Kris não sabe o quão difícil é posar nua e, para mostrar a mãe o quanto a sua decisão é difícil, Kim propõe que elas troquem de lugar. Então, Kim vira a empresária por um dia, colocando sua mãe em um ensaio de fotos nua. A melhor foto de Kris é de topless, em uma bandeira americana. Kris gosta da sessão de fotos, surpreendendo Kim. |                                                             |                        |
| 1–05 | "Lembrando do Papai" "Remembering Dad"                      | 11 de novembro de 2007 |
| A família lembra o aniversário da morte Robert Kardashian. Khloé não lida bem com o momento, fica bêbada, e acaba sendo presa por dirigir alcoolizada. |                                                             |                        |
| 1–06 | "Você Está Tão Grávida, Cara!" "You Are So Pregnant, Dude!" | 18 de novembro de 2007 |
| Kourtney, Khloé e Kim estão prester a ir à Las Vegas quando Kourtney leva um susto com uma suspeita de gravidez. Enquanto isso, Kendall e Kylie pedem para seu pai um cachorrinho, tendo seu pedido negado. Kris, pelas costas de Bruce, acaba cedendo e as compra um cachorro. As garotas escondem o presente do pai, mas ele acaba descobrindo, deixando-o decepcionado por Kris nunca deixá-lo tomar decisões. |                                                             |                        |
| 1–07 | "Uma Mãozinha" "Helping Hand"                               | 25 de novembro de 2007 |
| Rob sai para um encontro, mas pega suas irmãs o vigiando. Khlóe e Kourtney descobrem que um mendigo chamado Shorty está vivendo atrás da sua loja DASH, e elas decidem ajudá-lo, cuidando de sua aparência. |                                                             |                        |
| 1–08 | "O Preço da Fama" "The Price of Fame"                       | 2 de dezembro de 2007  |
| Fotos escandalosas de Kourtney e Kim ressurgem, o que deixa Kim um tanto quanto assustada e humilhada, como já aconteceu antes quando vazou uma fita de sexo dela com seu ex-marido. |                                                             |                        |

### Temporada 2: 2008
| Episódio | Título                                                              | Exibição Original   |
| --- | ------------------------------------------------------------------- | ------------------- |
| 2–01 | "Kim se Transforma em Diva" "Kim Becomes a Diva"                    | 9 de março de 2008  |
| A família acha que a fama subiu para a cabeça de Kim, e que ela é muito esnobe em relação a eles. Kourtney lê uma mensagem de texto inesperada no telefone antigo de Scott, que sugere que ele a tenha traído. Kourtney segue Scott por Los Angeles para tentar se certificar de que ele não a está traindo. Mais tarde, ela o confronta, mas descobre que ele nunca a traiu. |                                                                     |                     |
| 2–02 | "A Nova Namorada de Rob" "Rob's New Girlfriend"                     | 16 de março de 2008 |
| Rob se apaixona pela estrela pop Adrienne Bailon, uma Cheetah Girl, mas quando suas irmãs intervêm, seguindo-o em um encontro, ele acha que seu relacionamento terminará. Kris constrói um galinheiro e compra galinhas para a família comer os ovos que elas colocarem, com o objetivo de que sua família tenha uma alimentação mais saudável. Como os ovos não são bons, a família desaprova. |                                                                     |                     |
| 2–03 | "Khloé Quer Atuar" "Khloé Wants to Act"                             | 23 de março de 2008 |
| Khlóe entra em um curso de teatro, depois de suas irmãs dizerem que ela seria uma boa atriz. Kris contrata um consultor de moda para Bruce por não gostar da sua maneira de se vestir. Bruce, no início, reluta em mudar seu visual, mas acaba gostando. |                                                                     |                     |
| 2–04 | "Kris, a Líder de Torcida" "Kris the Cheerleader"                   | 30 de março de 2008 |
| Kris é contatada pela Old School Crew, que quer que ela seja a líder de torcida no meio-tempo de um jogo de basquete. Ela passa por uma audição e não se sai muito bem, porém o grupo concorda em deixá-la se juntar ao time para praticar seus movimentos de dança. Ao treinar com um de seus amigos, que é coreógrafo, Kris fere o joelho e descobre ter que se submeter a uma cirurgia. Enquanto isso, Khlóe, com a ajuda de Kim e Kourtney, ensinam Kendall e Kylie sobre a puberdade e menstruação. |                                                                     |                     |
| 2–05 | "Encontro as Escuras de Khloé" "Khloé's Blind Dates"                | 6 de abril de 2008  |
| Kim e Kourtney criam um perfil online para Khlóe a procura de namorado, mas não contam a irmã. Khlóe fica zangada com elas, mas concorda em ir a dois encontros. Porém, não gosta de nenhum deles. Enquanto isso, Bruce ensina Kendall a fazer tarefas e ganhar seu próprio dinheiro - mas Kendall contrata um faz-tudo e fica com o dinheiro e o crédito por seu trabalho. |                                                                     |                     |
| 2–06 | "Aprendendo Defesa pessoal" "Learning Self-Defense"                 | 13 de abril de 2008 |
| Depois de a DASH ser vandalizada, Kourtney, Kim e Khlóe começam a ter aulas de autodefesa para se sentirem seguras se acontecer novamente. Kim conversa com Rob sobre ele ser modelo, que considera a ideia e acaba assinando um contrato com uma agência. Kris fica desapontada com Rob por ele querer seguir a carreira de modelo, e não a dos negócios. |                                                                     |                     |
| 2–07 | "Guerra Kardashian" "Kardashian Civil War"                          | 27 de abril de 2008 |
| Khloé e Kourtney começam uma briga contra Kim depois que ela compra um Bentley. Kris fica bêbada com um amigo e ganha uma tatuagem. Bruce vive uma crise de meia-idade. |                                                                     |                     |
| 2–08 | "Ferias da Família Kardashian" "Kardashian Family Vacation"         | 4 de maio de 2008   |
| Depois de tanto caos em torno da família, Bruce decide levá-los para uma viagem ao Colorado, onde suas crises de meia-idade se intensificam quando ele decide andar com caras da idade de Rob. Enquanto isso, a família se une contra Kim, reclamando que ela não está passando o seu tempo com eles. Kim, sentindo-se triste e decide partir, mas é convencida a voltar depois das desculpas de Khloé. Fica tudo bem e a família aproveita o resto das férias juntos.                                   |                                                                     |                     |
| 2–09 | "Kim faz um calendário para Reggie" "Kim's Calendar for Reggie"     | 11 de maio de 2008  |
| Kim tira fotos sensuais para um calendário que dará ao namorado Reggie. Kris, sem saber, as distribui para venda em lojas públicas, o que faz Kim ter que comprar todos os calendários de volta. Kim devolve na mesma moeda, colocando a venda o pôster de sua mãe nua da sessão de fotos do episódio "Terno de Aniversário", da primeira temporada. Enquanto isso, Bruce acha que Kourtney e Khloé não fazem nada na vida e tenta inspirá-las levando-as a uma de suas palestras.                       |                                                                     |                     |
| 2–10 | "Nova Perspectiva em Nova Orleans" "New Perspective in New Orleans" | 19 de maio de 2008  |
| As meninas visitam New Orleans para um torneio de caridade organizado por Reggie, e conhecem uma família atingida pelo furacão Katrina, para quem elas decidem comprar móveis novos. Enquanto isso, os planos de Bruce para um romântico final de semana com Kris acabam sendo arruinados pela visita da prima Cici. |                                                                     |                     |
| 2–11 | "Lixo no Tronco" "junk in the Trunk"                                | 26 de maio de 2008  |
| Kourtney, Kim, Khloé e Rob compartilham seus momentos favoritos (Outtake da série). |                                                                     |                     |

### Temporada 3: 2009
| Episódio | Título                                                                            | Exibição Original   |
| --- | --------------------------------------------------------------------------------- | ------------------- |
| 3–01 | "Khloé Livre" "Free Khloé"                                                        | 8 de março de 2009  |
| Khloé vai para a cadeia por violar sua liberdade condicional. Kris acredita que a recaída de Khloé tenha a ver com o próximo aniversário de morte de Robert. Kourtney e Kim se irritam com a mãe, e a criticam. Kris fala então com sua mãe sobre seus sentimentos e, posteriormente, visita o túmulo de Robert. No final do episódio, Khloé é solta. Ela diz que o motivo foi a super lotação da delegacia onde estava detida. |                                                                                   |                     |
| 3–02 | "Primeira Capa da Kourtney" "Kourt's First Cover"                                 | 15 de março de 2009 |
| Kourtney é convidada pela revista 944 para fazer a capa da edição de março, então contrata Kris como sua empresária. Kris não aparece na sessão de fotos, pois está com Kim para promover seu novo filme. Rob e Adrienne começam a enfrentam problemas quando decidem morar juntos. |                                                                                   |                     |
| 3–03 | "Eu Prefiro ir Nua... ou Compras" "I'd Rather Go Naked... Or Shopping"            | 22 de março de 2009 |
| Khloé enfrenta pressão sobre seu peso quando decide fazer a propaganda da PETA "Eu prefiro ir nua do que usar peles". Kris e Kourtney confrontam Kim sobre seu vício de compras. |                                                                                   |                     |
| 3–04 | "Visão Pussycat Dolls" Pussycat Dolls vision"                                     | 29 de março de 2009 |
| Depois de não conseguir se enxergar no espelho em um ensaio com a criadora das Pussycat Dolls, Robin Antin, para uma performance no Pussycat Dolls Lounge, Kim se submete a uma operação de vista um dia antes de sua apresentação, e suas irmãs ficam preocupadas se ela conseguirá se sair bem. Bruce terá que fazer o exame de próstata, e a sua agitação assusta Kylie e Kendall.                                           |                                                                                   |                     |
| 3–05 | "Todos Por Um e Um por Kim" "All for One and One for Kim"                         | 05 de abril de 2009 |
| O primeiro perfume criado por Kim causa um conflito entre as irmãs, que não gostam que ela esteja usando o nome "Dashing". Khloé e Kourtney pedem que Scott se passe por advogado das garotas e contatem Kim, ameaçando processá-la. Kris procura por interesses em comum que tenha com Bruce, com quem ela acha que não estar tão conectada.                                                                                   |                                                                                   |                     |
| 3–06 | "História da Cinderela" "Cinderella Story"                                        | 19 de abril de 2009 |
| Khloé desconfia que Kris não seja sua mãe verdadeira por ela não se parecer com as irmãs, e perturba a matriarca dos Kardashians para se submeter ao teste de DNA. Kris se recusa, e Khloé arma diversas formas de roubar material genético da mãe. Rob tem uma crise de rebeldia e faz uma nova tatuagem, preocupando a família.                                                                                               |                                                                                   |                     |
| 3–07 | "Coceira do Segundo Ano" "The Two Year Itch"                                      | 26 de abril de 2009 |
| Kourtney acusa Scott de traição perto do aniversário de 2 anos de namoro dos dois, quando, na verdade, ele estava comprando um anel para ela. Enquanto isso, Kris faz uma biópsia de câncer de pele em segredo, o que assusta Khloé após descobrir o que a mãe escondia. |                                                                                   |                     |
| 3–08 | "A Distância Faz o Coração se Apegar Mais" "Distance Makes the Heart Grow Fonder" | 3 de maio de 2009   |
| Khloé vai a Nova York para ser anfitriã de um desfile de moda, e acaba se interessando em mudar para a cidade e abrir uma segunda DASH. Kim foca em sua carreira, mas sua agenda ocupada a faz escolher entre seus compromissos ou o namoro com Reggie. |                                                                                   |                     |
| 3–09 | "Saindo do Ninho" "Leaving the Nest"                                              | 10 de maio de 2009  |
| Khloé começa a procurar apartamentos em Nova York, o que deixa Kris triste por não querer que ela se afaste da família em Los Angeles. Kourtney e Kim dão a Kris um macaco para que ela tenha a sensação de ter outro bebê. |                                                                                   |                     |
| 3–10 | "Conhecendo os Kardashian's" "Meet the Kardashian's"                              | 17 de maio de 2009  |
| A família vai em uma viagem de acampamento para conhecer a família de Adrienne. Rob fica tenso por achar que a família não se comportará. Bruce faz um cirurgia plástica para corrigir os erros que foram cometidos durante seus tratamento em anos anteriores e para corrigir lesões durante sua carreira esportiva. |                                                                                   |                     |
| 3–11 | "O Que é Seu é Meu" "What's Yours is Mine"                                        | 25 de maio de 2009  |
| Kourtney usa roupas de Kim sem sua permissão, deixando a irmã furiosa. Bruce se incomoda com o fato de que sua filha mais nova esteja usando maquiagem e roupas inapropriadas para sua idade. Rob e Adrienne se separam, e Rob vai morar com Kim. |                                                                                   |                     |
| 3–12 | "Problema em Dobro" "Double Trouble"                                              | 25 de maio de 2009  |
| Khloé é traída por seu namorado, Rashad McCants. Kourtney começa a achar que Scott não é o melhor homem para ela, e termina o relacionamento. As duas então decidem partir para Miami e abrir uma nova Dash, gerando o primeiro spin-off do show Kourtney and Khloé Take Miami. |                                                                                   |                     |

'Nota:'Kourtney and Khloé Take Miami contem decisões relevantes para melhor compreensão na continuidade do show. 'LEIA O RESUMO'

### Temporada 4: 2009 - 2010
| Episódio | Título                                          | Exibição Original       |
| --- | ----------------------------------------------- | ----------------------- |
| 4–01 | "O Casamento" "The Wedding"                     | 8 de novembro de 2009   |
| Khloé e Lamar Odom planejam em se casar com menos de um mês depois do início do namoro. A família não apoia a decisão, dizem que os dois estão sendo precipitados, mas mesmo assim o casamento acaba acontecendo. O casamento acaba deixando todos os irmãos Kardashian mais sensíveis com seus relacionamentos. Rob aproveita a oportunidade para tentar se entender com Adrienne, e quem sabe reatar o relacionamento, Kim percebe que está sentindo mais falta de Reggie do que imaginava. |                                                 |                         |
| 4–02 | "Scott Sobre as Pedras" "Scott on the Rocks"    | 13 de dezembro de 2009  |
| Kourtney e Scott passam por momentos muito difíceis no relacionamento, com a desaprovação da família ao relacionamento dos dois. E as coisas acabam esquentando depois que Khloé agride Scott com um tapa na cara, deixando a todos chocados. Nota:Esse é o último episódio a usar a versão completa da sequência de abertura. |                                                 |                         |
| 4–03 | "Café Quente do Amor" "Hot Coffe of the Love"   | 20 de dezembro de 2009  |
| Depois de agredir Scott, Khloé vê que passou dos limites, e vai pedir desculpas ao cunhado, mas Kourtney ainda continua machucada com a atitude da irmã, e pede que ela faça aulas de controle da raiva, que ajuda a irmã a revelar o que realmente está sentido com a situação. Depois que uma amiga de Kris relata que esta tendo uma melhora no desempenho sexual de seu casamento, através de medicamentos, Kris também se interessa e começa a colocar o medicamento no café de Bruce. Acidentalmente Rob toma o café, deixando-o em uma situação complicada. Que termina com a família toda no hospital. |                                                 |                         |
| 4–04 | "Bebês Azuis" "Baby Blues"                      | 27 de dezembro de 2009  |
| O casal Odom (Khloé & Lamar) é convidado para ir no talk-show Chelsea Lately. Khloé desconfia que está gravida, mas se decepciona ao ver que foi apenas um atraso no seu ciclo menstrual.. Enquanto isso Kim está fazendo da mentira sua melhor amiga, para fugir de suas responsabilidades, e acaba aprendendo uma lição depois de decepcionar as irmãs. |                                                 |                         |
| 4–05 | "Está dentro ou Fora" "Shape Up ou Navio Out"   | 3 de janeiro de 2010    |
| Scott não está levando a gravidez de Kourtney a sério, então ela ameaça terminar o relacionamento. Kris perturba Bruce por ele querer gastar uma quantia muito alta com um helicóptero de brinquedo ou fazer qualquer gasto excessivo. Então Bruce pergunta a Khloé se pode fazer alguns trabalhos na Dash. Mas quando Khloé e Kim descobrem que a mãe gastou 4 mil dólares em um vestido, as duas se juntam ao padrasto e sequestram o vestido da lavanderia, e o resgate será um cartão de crédito para Bruce. Rob está empenhado em reatar com Adrienne, e está constantemente mandando e-mail, e telefonando para a moça 24 horas por dia, como não tem nenhum retorno, ele descide ir até Nova York. Mas acaba recebendo um e-mail, do novo namorado dela. |                                                 |                         |
| 4–06 | "Deve Amar Cães" "Must Love Dogs"               | 10 de janeiro de 2010   |
| Kim adota uma chihuahua na rua, embora não goste de cachorros, fica muito amorosa com o cãozinho, e o batiza de Princess, mas descobre que a cachorrinha precisa de cuidados especiais, e acaba tendo que desistir do animal. Rob está sobre pressão de Bruce para que ele arrume um emprego, então ele consegue um trabalho com a ajuda de Kourtney, para criar sua linha de cosméticos. |                                                 |                         |
| 4–07 | "Golpes de Corpo" "Body Blows"                  | 24 de janeiro de 2010   |
| Bruce vai a um evento beneficente para o Boys & Girls Club America, e apesar de Kourtney, Khloé e Kim terem sido convidadas, elas não aparecem, o que chateia Bruce. Então ele decide realizar um evento de caridade em família para o American Heart Association, em que as pessoas podem pagar para lutar com os membros da família Kardashian, o que faz algumas pessoas se interessarem muito pela oferta. Depois de cuidar dos filhos de uma amiga, Kourtney e Scott percebem que não estão preparados para ter um bebê. |                                                 |                         |
| 4–08 | "Fim de Semana do Inferno" "Weekend from Hell"  | 31 de janeiro de 2010   |
| Kourtney, Kim e Khloé fazem uma viagem de fim de semana para Santa Barbára, Califórnia, para ter uma última viagem antes de o bebê nascer. Mas não sai como planejado, porque Kim e Khloé deixam Kourt fora de tudo e ainda passam todo o tempo bebendo. Enquanto isso, Kylie fica com ciúmes de Kendall depois que a irmã assina um contrato para a Forever 21. |                                                 |                         |
| 4–09 | "Eu Quero Seu Sexo" "I Want Your Sex"           | 14 de fevereiro de 2010 |
| Khloé grava uma fita de amor para seu marido Lamar, enquanto ele está na estrada com os Lakers. Mas acaba ficando nada sexy, e ela fica envergonhada depois que Rob e Scott mostram a fita para Lamar, que pensa que é uma piada. Kourtney está sentindo falta de ter intimidade com Scott, mas não quer se arriscar a machucar o bebê. Ela começa a ter aulas de sexo na gravidez. |                                                 |                         |
| 4–10 | "A Culpa é do Álcool" "Blame it on the alcohol" | 15 de fevereiro de 2010 |
| A família vai para Las Vegas para o aniversario de Kim. Scott e Rob, ficam bêbados e Scott se comporta inadequadamente. Kris não quer que Scott vá ao jantar de aniversário de Kim, por que seu chefe estará presente e ela não quer que ele seja demitido. Mas ele acaba aparecendo e enfia uma nota de cem dólares, na boca do garçom. Todos ficam envergonhados e Kourtney termina com Scott. No fim do episódio, ela põe ele pra fora de casa e se recusa a conversar. |                                                 |                         |
| 4–11 | "Entregando Mason" "Delivering baby Mason"      | 11 de fevereiro de 2010 |
| Preocupado com nunca mais ver Kourtney ou Mason novamente, Scott pede a ela uma chance de se explicar. Kourt finalmente se reconcilia com ele, e toda a família se reúne para o chá de bebê. Kim se afasta do trabalho depois de desmaiar e decide não acumular tantas responsabilidades. Depois do nascimento de Mason Dash Disick, Kourtney aproveita que Scott está trabalhando em Miami, e volta para a cidade com Khloé, para cuidarem das novas vendedoras da Dash. Depois de muito estresse com as mudanças, Khloé briga com a irmã e volta para LA. |                                                 |                         |

### Temporada 5: 2010
| Episódio | Título                                            | Exibição Original      |
| --- | ------------------------------------------------- | ---------------------- |
| 5–01 | "Festa na Casa de Kim" "House Party Kim's"        | 22 de agosto de 2010   |
| Kim se muda para sua nova casa, mas está preocupada com a festa de inauguração que sua mãe quer dar, Kim acaba aceitando e a festa de torna um desastre, destruindo a casa de Kim e uma luta de comida enorme acontece. Enquanto isso Kourtney considera sair de casa Khloé, pois ela não quer que Scott frequente sua casa. |                                                   |                        |
| 5–02 | "Encontro Às Escuras" "Blind Date"                | 29 de agosto de 2010   |
| Kris marca um encontro às escuras para Kim com um atleta profissional armênio. A família começa uma competição agradando Khloé por bilhetes do jogo dos Lakers, quando nenhum deles consegue os ingressos, todos assistem o jogo na casa de Khloé. |                                                   |                        |
| 5–03 | "O Anel Perdido" "The Missing Ring"               | 5 de setembro de 2010  |
| Khloé perde seu anel de noivado de 7 quilates e se preocupa que Lamar irá surtar, mas Rob o encontra e o devolve para Lamar. Enquanto isso, Bruce e Kris lutam sobre a nova garagem: Bruce sente que Kris está tomando conta do seu único espaço na casa; ela pensa que ele não aprecia todo o trabalho que colocou em sua casa. O atrito faz com que Kendall e Kylie temam que seus pais vão se divorciar, mas os pais conseguem resolver suas questões mesquinhas e acabam dormindo juntos na garagem.      |                                                   |                        |
| 5–04 | "Meu Guarda Costa" "My Boyguard"                  | 6 de setembro de 2010  |
| Kim desenvolve uma paixão colegial por seu novo guarda-costas australiano, e apesar do fato de que eles queriam manter o relacionamento estritamente profissional, Kim acaba dando um beijo nele. Mais tarde, ela tenta resolver o problema de tornar as coisas menos estranho ao seu redor. Enquanto isso, Khloé ensina Lamar nadar. |                                                   |                        |
| 5–05 | "Botox & Cigarros" "Botox and Cigarettes"         | 12 de setembro de 2010 |
| Kim recebe injeções de Botox após Kris dizer que ela tem linhas ao redor dos olhos. Khloé vai junto para dar apoio moral, e Kim sofre os efeitos colaterais do Botox: a pele ao redor dos olhos começam a ficar roxa. Após este incidente, Kim jura que ela nunca terá outra injeção. Enquanto isso, Kris é descoberta fumando e Kourtney, Kendall e Kylie fazem um plano para faze-lá parar de fumar: Kourtney compra cigarros falsos para Kris achar que Kendall está fumando por causa de seu mal exemplo. |                                                   |                        |
| 5–06 | "Kourtney Vai Sem Permissão" "Kourt Goes A.W.O.L" | 19 de setembro de 2010 |
| Quando ninguém na família de Kourtney faz um esforço para ir à festa de aniversário de Scott em Las Vegas, Kourtney procura casa em Nova York. Sua família logo descobre, e tenta se redimir com uma festa surpresa tardia para Scott. Enquanto isso, Bruce luta contra castrar o cão de Kim, "Rocky". |                                                   |                        |

### Temporada 6: 2011
| Episódio | Título | Exibição Original      |
| --- | --- | ---------------------- |
| 6–01 | "Família VS Dinheiro" "Family VS Money"                                                                                      | 12 de junho de 2011    |
| Khloé não está feliz com o novo namorado de Kim Kris Humphries. Kourtney recebe a família e as coisas não saem como o esperado. Khloé questiona Kris Humphries se ele não está apenas atrás do dinheiro de Kim. | |                        |
| 6–02 | "Kim: Mamãe de palco" "Kim Becomes a Stage Mom"                                                                              | 19 de junho de 2011    |
| Kendall tem a oportunidade de fazer um sessão de fotos em Nova York, e Kris não pode leva-lá, então Kim se oferece para ser a empresária da irmã caçula, mas acaba forçando Kendall e fazer coisas que ela não quer. Scott não quer que Kris tenha as chaves de sua casa, então Kourtney inventa uma desculpa para que a mãe não fiquei triste com ela. | |                        |
| 6–03 | "A Ex-senhora Jenner" "The Former Mrs. Jenner"                                                                               | 26 de junho de 2011    |
| Kris decide mudar seu nome de volta pra Kardashian pelos negócios, e Bruce não fica nada contente. | |                        |
| 6–04 | "Fora do Casamento" "Out of Wedlock"                                                                                         | 10 de julho de 2011    |
| Kris está organizando o casamento de seu amigo, e questiona Kourt sobre quando irá se casar. E quando Kourt vê a possibilidade de ter outro bebê, traz muitas discussões para a família. | |                        |
| 6–05 | "Mais Pesado Que Água" "Thicker Than Water"                                                                                  | 17 de julho de 2011    |
| Kris suspeita que Bruce esteja perdendo a audição. Rob e Kourt tem uma conversa sobre o porque do irmão vir evitando sair com Scott. | |                        |
| 6–06 | "Kendall Está Tomando Anti-concepcionais" "Kendall Goes on Birth Control"                                                    | 24 de julho de 2011    |
| Bruce descobre que Kendall está tomando anti-concepcionais, e fica abismado com a idéia de que a filha possa estar tendo relações sexuais. Kim acorda com uma irritação na pele, e Kris diz que é uma doença genética, o que deixa Kim muito insegura. | |                        |
| 6–07 | "O Ter e Não Ter" "The Have and Have Nots"                                                                                   | 31 de julho de 2011    |
| Bruce e Kris tenta fazer com que suas filhas vejam como eles são bem-aventurados. Problemas de Kris WC afeta sua família, principalmente Kourtney. | |                        |
| 6–08 | "O Que Acontece em Vegas, Fica em Vegas" "What Happens in Vegas, Stays in Vegas"                                             | 7 de agosto de 2011    |
| Scott vai para Las Vegas, e Kourtney tem medo de que ele vai voltar aos seus antigos caminhos. Kylie e Kendall acham que sua mãe Kris está sendo participativa demais nas atividades da meninas. | |                        |
| 6–09 | "Fale Com o Meu Agente" "Talk to My Agent"                                                                                   | 14 de agosto de 2011   |
| Kris fica brava com Scott quando ele faz uma brinccadeira com Kendall, dizendo que ele seria o novo agente dela. Kim tem que lidar com a sua falta de ritmo para dança. | |                        |
| 6–10 | "Férias de Família" "The Family Vacation"                                                                                    | 21 de agosto de 2011   |
| Kris e Bruce vão tirar férias para Bora Bora em seu aniversário de casamento, para a renovação e seus votos e acabam levando toda a família. | |                        |
| 6–11 | "Conhecendo Você" "Getting to Know You"                                                                                      | 28 de agosto de 2011   |
| Kris está insegura com questões que ameaçam a celebração do aniversário em Bora Bora, e Kourtney tenta fazer com que Scott e Rob se conciliem. Kourtney aprende a verdade sobre o consumo de Scott. (Episódio de uma hora) | |                        |
| 6–12 | "Problemas no Paraíso" "Trouble in Paradise"                                                                                 | 4 de setembro de 2011  |
| Rob se sente inseguro por não ter uma carreira. Kris Humphries pede Bruce a mão de Kim em casamento. (Episódio de uma hora) | |                        |
| 6–13 | "A Proposta" "The Proposal"                                                                                                  | 5 de setembro de 2011  |
| Kris Humphries paneja pedir Kim em casamento, mas uma briga entre os dois o faz pensar se não está indo rápido demais. | |                        |
| 6–14 | "O Casamento de Conto de Fadas de Kim: Um Evento Kardashian (Parte 1)" "Kim's Fairytale Wedding: A Kardashian Event, Part 1" | 9 de outubro de 2011   |
| Os preparativos para o casamento de Kim e Kris são apresentados, com muito drama. (Dois episódios de uma hora). | |                        |
| 6–15 | "O Casamento de Conto de Fadas de Kim: Um Evento Kardashian (Parte 2)" "Kim's Fairytale Wedding: A Kardashian Event, Part 2" | 10 de outubro de 2011  |
| Khloé e Kim têm uma discussão, e Kim a desconvida de seu casamento. Kim acha que Khloé está levando isso muito a sério, então Kim recebe uma surpresa da Khloé em Las Vegas. Os convidados do casamento incluem Ciara, The Dream, Demi Lovato, Lindsay Lohan, os jogadores da NBA, Eva Longoria Parker, Avril Lavigne, George Lopez, Larsa Pippen, e Mario Lopez (dois episódios de uma hora). Nota: Os episódios 14 e 15 podem ser divididos em 4 partes de uma hora. | |                        |
| 6–16 | "Festa de 16 anos Kendall Jenner" "Kendall Sweet 16"                                                                         | 19 de dezembro de 2011 |
| A família Kardashian-Jenner celebra o aniverspario de 16 de Kendall, que agora tem sua licença de motorista. | |                        |

### Temporada 7: 2012
| Episódio | Título                                                                              | Exibição Original      |
| --- | ----------------------------------------------------------------------------------- | ---------------------- |
| 7–01 | "Quem é Seu Pai?" "Who's Your Daddy?"                                               | 12 de Junho de 2012    |
| Kris decide uma busca em um teste de DNA para provar a paternidade de Khloé. Kourtney irrita Kim quando ela assume mudar DASH, e Bruce vai a extremos para chamar a atenção da família. |                                                                                     |                        |
| Kris decide uma busca em um teste de DNA para provar a paternidade de Khloé. Kourtney irrita Kim quando ela assume mudar DASH, e Bruce vai a extremos para chamar a atenção da família. |                                                                                     |                        |
| Kris decide uma busca em um teste de DNA para provar a paternidade de Khloé. Kourtney irrita Kim quando ela assume mudar DASH, e Bruce vai a extremos para chamar a atenção da família. |                                                                                     |                        |
| 7–02 | "Mamãempresária Querida" "Momager Dearest"                                          | 19 de junho de 2012    |
| Kourtney leva sua aversão contra Kris para um novo nível. Kim quer vingança depois de Bruce obrigá-la a superar seu medo de aranhas e Kendall e Kylie começar a trabalhar para a Seventeen Magazine. |                                                                                     |                        |
| Kourtney leva sua aversão contra Kris para um novo nível. Kim quer vingança depois de Bruce obrigá-la a superar seu medo de aranhas e Kendall e Kylie começar a trabalhar para a Seventeen Magazine. |                                                                                     |                        |
| 7–03 | "Todo Mundo Está Paranóico" "Everybody's Wigging Out"                               | 26 de junho de 2011    |
| Kim começa a usar perucas; Rob fere os sentimentos de Bruce quando disse que ele nunca teve um modelo masculino desenvolvido; Kris cede à raiva da estrada. |                                                                                     |                        |
| 7–04 | "A Família Que Joga junto" "The Family That Plays Together"                         | 10 de julho de 2011    |
| Bruce tenta arranjar com Kris a assinatura para seu filho, Brandon, em sua companhia de gerenciamento musical; Kourtney rejeita os gestos românticos de Scott; Kris tenta conseguir a família inteira para jogar tênis. |                                                                                     |                        |
| 7–05 | "O Homem da Autobiografia" "The Man In The Memoir"                                  | 17 de julho de2011     |
| Kris vai atrás do homem com quem ela teve um caso há mais de 20 anos e considera organizar uma reunião com ele. Enquanto isso, Kim e Scott saem juntos, para desgosto de Kourtney; e Kendall e Kylie destroem o tapete de sua mãe. |                                                                                     |                        |
| 7–06 | "A República Dominicana, Parte 1" "The Dominican Republic, Part One"                | 24 de julho de 2011    |
| As férias da família na República Dominicana começa difícil quando Kourtney faz a si, Kim e Scott perderem o voo. Enquanto isso, Bruce ainda está em desacordo com Scott pelo seu afundamendo na pista de corrida. |                                                                                     |                        |
| 7–07 | "A República Dominicana, Parte 2" "The Dominican Republic, Part Two"                | 31 de julho de 2011    |
| Ainda na República Dominicana, Kris acorda com uma doença misteriosa, e Scott começa a se sentir como um exilado. Enquanto isso, Kendall e Kylie decide filmar um vídeo musical da família. |                                                                                     |                        |
| 7–08 | "Às Vezes Você Precisa de Ajuste, Parte 1" "Sometimes You Need to Adjust, Part One" | 7 de agosto de 2011    |
| Khloé retorna para Los Angeles e lida com crescentes exigências de sua família para passar mais tempo com eles. Enquanto isso, Scott tenta se comportar quando ele participa de uma adorável festa de 16 anos em Nova York, e Bruce tenta se reconectar com Kendall e Kylie. |                                                                                     |                        |
| 7–09 | "Às Vezes Você Precisa de Ajuste, Parte 2" "Sometimes You Need to Adjust, Part Two" | 14 de agosto de 2011   |
| Kim está relutante em falar sobre seu relacionamento com Kanye West, Khloé continua a sentir a pressão de sua família e deve decidir se vai viajar para Nova York, para ver a abertura do restaurante de Scott. |                                                                                     |                        |
| 7–10 | "O Tratamento Real" "The Royal Treatment"                                           | 21 de agosto de 2011   |
| Scott quer se tornar da realeza em uma viagem à Londres e acredita que tornou-se um Lord - mas não consegue perceber se ele quer respeito, tem que dar respeito. Enquanto isso, Kim preenche seu tempo em Londres, com aparições públicas e começa a negligenciar seu melhor amigo Jonathan - que finalmente confronta-a. Além disso, Bruce revela um lado mais sombrio de sua personalidade quando ele, Kris e Khloé fazem uma viagem à Boston. |                                                                                     |                        |
| 7–11 | "Assuntos de Everhart" "Affairs of the Everhart"                                    | 28 de agosto de 2011   |
| Rob volta a morar com Khloé e Lamar. Kris acha que Bruce está a traindo. Rob e Khloé brigam sobre ele guardam suas coisas no lugar dela. Kris decide encontrar-se com Todd Waterman. |                                                                                     |                        |
| 7–12 | "Mãe Presa" "Parent Trapped"                                                        | 4 de setembro de 2011  |
| Kris não pode provar sua inocência com Bruce após o encontro com Todd Waterman; Depois de anos sem ir, Kim faz Lamar ir ao dentista e Lamar acaba querendo ir ao dentista todo dia; Rob acha que está perdendo cabelo então ele compra um instrumento de crescimento de cabelo a laser. |                                                                                     |                        |
| 7–13 | "Mães e Filhas" "Mothers and Daughters"                                             | 5 de agosto de 2012    |
| As meninas dizem para Kris, ir para São Diego visitar a sua mãe que está doente.Enquanto Kourtney investiga sobre partos na agua, e leva Khloe para assitir um parto ao vivo com ela. Bruce procura uma clinica de sono. |                                                                                     |                        |
| 7–14 | "Historias de morte" "Tales from the Kardashian Krypt"                              | 19 de agosto de 2012   |
| Kim and Khloe compram um peixe para Mason, mas o peixe morre e Kourtney não que falar sobre o que é a morte para Mason. Kris diz que quer planejar seu funeral. Kim fica triste em saber que Khloe cuidará de Mason caso algo aconteça com Kourtney e Scott. |                                                                                     |                        |
| 7–15 | "Terapia Kardashian - Parte 1" "Kardashain terapy - party one"                      | 26 de agosto de 2012   |
| Oprah vem a casa para entrevistar a família. Kim está pensando em explorar a vida, o que pode prejudicar suas irmãs. Rob chora durante a sessão de terapia da família. |                                                                                     |                        |
| 7–16 | "Terapia Kardashian - Parte 2" "Kardashain terapy - party two"                      | 2 de setembro de 2012  |
| Kim consegue se resolver com suas irmãs. Kendall e Kylie querem estudar em casa. Kim se junta a Khloe e Lamar numa viagem a Queens. |                                                                                     |                        |
| 7–17 | "Faca de dois gumes" "Cuts both ways"                                               | 9 de setembro de 2012  |
| Kris faz uma cirurgia para trocar seus implantes nos seios. Scott considera fazer uma vasectomia quando Kourtney diz que quer ter mais filhos. Khloe e Kim visitam uma clinica de fertilidade. |                                                                                     |                        |
| 7–18 | "Bebê, Bebê, Bebê" "Baby, Baby, Baby"                                               | 16 de setembro de 2012 |
| No penúltimo episódio, o bebê de Kourtey chega a família e é batizada de Penelope. Khloe descobre que terá dificuldades para engravidar e Kim decide congelar seus óvulos. |                                                                                     |                        |
| 7–19 | "Pondo pra fora" "Dishing It Out"                                                   | 28 de outubro de 2012  |
| Os Kardashian mostradas cenas nunca vistas antes, e escolhem seus momentos favoritos da serie. |                                                                                     |                        |

### Temporada 8: 2013
| Episódio | Título                                                                | Exibição Original      |
| --- | --------------------------------------------------------------------- | ---------------------- |
| 8–01 | "Vamos ter um bebê" "We're having a baby"                             | 2 de junho de 2013     |
| Na oitava temporada, Kim faz o exame para saber o sexo do bebê. |                                                                       |                        |
| 8–02 | "É o bastante" "Enough is Enough"                                     | 9 de junho de 2013     |
| Os rumores em torno de Kris têm aumentado, o que leva suas filhas a ajudar sua mãe com tudo isso. Rob ganha muito peso e Kim entra em cena para ajuda-lo a emagrecer. Brody começa a se abrir sobre seus problemas com Bruce.                     |                                                                       |                        |
| 8–03 | "Concordo e discordo" "Agree to Disagree"                             | 16 de junho de 2013    |
| Tendo que passar por grandes estresse em seu divorcio Kim passa mal e tem que ser levar as pressas ao hospital. Bruce e Kris discordam de ter armas em casa.                                                                                      |                                                                       |                        |
| 8–04 | "Pai, você pode me ouvir?" "Papa, Can You Hear Me?"                   | 23 de junho de 2013    |
| Bruce faz exames para ver se está perdendo a audição. Scott lê que uma fã com câncer quer conhecê-lo. Khloe e Lamar compram um cachorro. |                                                                       |                        |
| 8–05 | "Eu vou te concertar" "I Will Fix You"                                | 30 de junho de 2013    |
| Kris se preocupa com a saúde e o emocional de Rob, e sugere que ele passe no terapeuta. Khloe tenta reconciliar Kendall e Kylie após uma briga. Scott enfrente seus medos, a fim de avançar suas carreira de piloto.                              |                                                                       |                        |
| 8–06 | "Algumas mamãe só querem se divertir" "Some Moms just Wanna Have Fun" | 7 de julho de 2013     |
| Kim e Kourtney passam mais tempo juntas falando dobre bebês, o que deixa Khloé se sentindo excluída. Leah se sente insegura em terminar sua nova música com Brandon. Kris lida com seu medo de fazer xixi. Khloe e Kris vandalizão a casa de Kim. |                                                                       |                        |
| 8–07 | "Lar é onde sua mãe está" "Home Is Where Your Mom Is"                 | 14 de julho de 2013    |
| Kim prevê que sua casa não estará pronta até seu bebê nascer e Kris sugere que ela more com ela. Bruce e Brandon entram em um torneio de golf.Scott se oferrese para a ajudar Kim com o bebê o que incomoda Kourtney.                             |                                                                       |                        |
| 8–08 | "Grécia é o mundo (parte 1)" "Greece Is The Word"                     | 21 de julho de 2013    |
| A familia viaja para a Grécia. Brody e Kris discordam em algumas coisas, o que quase arruina a viagem de familia. Khloe e Scott planejam uma surpresa para Kourtney. Kim recebe noticias sobre seus divorcio.                                     |                                                                       |                        |
| 8–09 | "Grécia é demais(parte 2)" "Greece Him Up"                            | 28 de julho de 2013    |
| Ainda na Grécia, Kris tenta se aproximar de Brody, para dar fim ao problemas do passado. Khloe e Kourtney querem enfrentar seus medos e fazer dessa uma viagem inesquecivel.                                                                      |                                                                       |                        |
| 8–10 | "Opa! (parte 3)" "Opa!"                                               | 4 de agosto de2013     |
| Scott deixa a viagem faltando um dia para acabar. Kendall fica cansada de ser deixada de lado pelos irmãos. |                                                                       |                        |
| 8–11 | "Casa da praia" "Life's a Beach (House)"                              | 11 de agosto de 2013   |
| Kris aceita a ideia de Kendall de alugar uma casa na praia para o verão. Brody e Brandon ajudam Bruce a construir um gramado de golfe em sua casa. Khloe faz uma sessão de fotos vestida de látex para Lamar (seu esposo).                        |                                                                       |                        |
| 8–12 | "Sogra de Kris Jenner" "Kris's Mother-In-Law"                         | 18 de agosto de 2013   |
| Kris fica praocupada depois de visitar sua sogra. Kim ajuda Kylie com seu blog de moda. A família faz uma surpresa para Kris. |                                                                       |                        |
| 8–13 | "O massacre da serra elétrica" "The Kardashian Chainsaw Massacre"     | 25 de agosto de 2013   |
| Rob começa a fazer esculturas com serra eletrica no quintal de Khloe. Kim planeja dar um jantar feito de placenta para sua familia. Jimmy Fallon faz piadas da pele de Bruce em seu programa.                                                     |                                                                       |                        |
| 8–14 | "Porta de traz Bruiser" "Backdoor Bruiser"                            | 1 de setembro de 2013  |
| As crianças tentam constranger Bruce recriando seu video de sexo com Kris. Kris fica confusa por Kendall estar passando mais tempo com o lado Jenner da familia.                                                                                  |                                                                       |                        |
| 8–15 | "Chá de bebé" "Baby Shower Blues"                                     | 29 de setembro de 2013 |
| Khloe e Kourtney se surpreendem quando Kim diz que não quer um chá de bebé.Kylie e Kris planejam tirar a arma de Bruce de casa. Khloe se sente vergonha do seu corpo.                                                                             |                                                                       |                        |